# George Chiper-Lillemark
George Chiper-Lillemark (* 12. September 1979 in Focșani) ist ein rumänischer Kameramann.

## Leben
George Chiper studierte von 1998 bis 2002 Philosophie an der Universität Bukarest. Das Studium brach er zu Gunsten eines Kamerastudiums ab, welches er erfolgreich von 2004 bis 2008 an der Nationaluniversität der Theater- und Filmkunst „Ion Luca Caragiale“ absolvierte. Neben seiner Tätigkeit als Kameramann für Kurz- und Langspielfilme inszenierte er auch mehrere Kurzfilme, unter anderen auch als Co-Regisseur von Adina Pintilie für den gemeinsamen Kurzfilm Balastiera #186 von 2009.
Chiper-Lillemark ist mit der dänischen Fotografin Signe Chiper-Lillemark verheiratet und lebt in Kopenhagen. Das Paar lernte sich während des gemeinsamen Studiums in Bukarest kennen.

## Filmografie (Auswahl)
- 2009: Balastiera #186
- 2011: Visul lui Adalbert
- 2013: All Cats Are Grey
- 2014: Song of my Mother
- 2015: Verigheta
- 2016: The Last Day
- 2017: Fog
- 2018: Touch Me Not
- 2023: To the North